# Sofía Aragón
Sofía Montserrat Aragón Torres (sinh ngày 13 tháng 2 năm 1994) là một người mẫu, người dẫn chương trình truyền hình, tác giả người Mexico đã đăng quang Mexicana Universal 2019. Cô đại diện cho Mexico chinh chiến tại cuộc thi Hoa hậu Hoàn vũ 2019 với ngôi vị Á hậu 2.

## Đời sống cá nhân
Aragón sinh tại Guadalajara, Jalisco. Aragón sau đó sống ở thành phố Zapopan, nằm trong khu vực đô thị Guadalajara.
Trong quá khứ, Aragón đã phải trải qua căn bệnh trầm cảm và cô đã từng nghĩ đến việc tự tử. Kể từ đó, cô trở thành người ủng hộ nâng cao nhận thức về sức khỏe tâm thần và phòng chống tự tử, cô đã làm việc với tổ chức Sonrisas Reales với tư cách là diễn giả trước công chúng.

## Cuộc thi sắc đẹp
Aragón lần đầu tiên tham gia cuộc thi sắc đẹp để cạnh tranh ngôi vị cao nhất tại Mexicana Universal Jalisco 2017 nhưng chỉ xếp ở vị trí Á hậu 2.
Cô quay trở lại sau 2 năm và tiếp tục tham gia cuộc thi Mexicana Universal Jalisco 2019 để đại diện cho bang Jalisco chinh chiến tại cuộc thi Mexicana Universal 2019 nhưng cuối cùng cô đã không được chọn và Dorothy Sutherland đã là người chiến thắng. Sau khi Sutherland vi phạm hợp đồng của cô ấy vì không xuất hiện tại các sự kiện bắt buộc, cô ấy đã bị truất ngôi và Aragón được chọn để thay thế cô ấy với tư cách là Mexicana Universal Jalisco 2018.
Vài ngày sau khi đăng quang Mexicana Universal Jalisco 2018, Aragón đã đại diện cho tiểu bang Jalisco tại Mexicana Universal 2019 được tổ chức tại Thành phố Mexico. Cô được chọn lọt top 20 thí sinh vào vòng chung kết sau vòng đầu tiên vào ngày 16 tháng 6 và đã lọt vào top 10 trước khi chung kết diễn ra vào ngày 23 tháng 6. Aragón đã đăng quang Mexicana Universal 2019. Cô là người đại diện cho Mexico tại Hoa hậu Hoàn vũ 2019 và đã mang về thành tích Á hậu 2, là thành tích cao nhất của Mexico kể từ khi Jimena Navarrete đoạt giải Hoa hậu Hoàn vũ 2010.